# 26 september
26 september är den 269:e dagen på året i den gregorianska kalendern (270:e under skottår). Det återstår 96 dagar av året.

## Namnsdagar

### I den svenska almanackan
- Nuvarande – Enar och Einar
- Föregående i bokstavsordning
  - Cyprianus – Namnet fanns, till minne av Cyprianus en martyr och trollkarl, som ska ha försökt locka en kristen jungfru med trollkonster, men ha blivit så imponerad av hennes dygd och kristna övertygelse, att han blev omvänd till kristendomen och led martyrdöden med henne, på dagens datum före 1901, då det utgick.
  - Einar – Namnet infördes på dagens datum 1986 och har funnits där sedan dess.
  - Eja – Namnet infördes på dagens datum 1986, men utgick 1993.
  - Enar – Namnet infördes på dagens datum 1901 och har funnits där sedan dess.
  - Justus – Namnet fanns på dagens datum före 1620, då det utgick. 1680 återinfördes det på 2 september och har funnits där sedan dess.
- Föregående i kronologisk ordning
  - Före 1620 – Cyprianus och Justus
  - 1620–1900 – Cyprianus
  - 1901–1985 – Enar
  - 1986–1992 – Enar, Eja och Einar
  - 1993–2000 – Enar och Einar
  - Från 2001 – Enar och Einar
- Källor
  - Brylla, Eva (red.). Namnlängdsboken. Gjøvik: Norstedts ordbok, 2000 ISBN 91-7227-204-X
  - af Klintberg, Bengt. Namnen i almanackan. Gjøvik: Norstedts ordbok, 2001 ISBN 91-7227-292-9

### Finlandssvenska almanackan
- Nuvarande från 1929[1] – Finn
- I föregående revideringar[a][2]
  - inga ändringar sedan 1929

## Temadagar
- Europeiska språkdagen
- Internationella dagen för fullständig eliminering av kärnvapnen

## Händelser
- 1087 – Sedan Vilhelm Erövraren har avlidit den 9 september efterträds han som kung av England av sin son Vilhelm II.
- 1143 – Sedan Innocentius II har avlidit två dagar tidigare väljs Guido di Castello till påve och tar namnet Celestinus II.
- 1687 – Parthenontemplet i Aten blir till stora delar förstört, då det bombarderas av en venetiansk armé under ledning av Otto Wilhelm Königsmarck.
- 1835 – Operan Lucia di Lammermoor, av Gaetano Donizetti, har urpremiär i Neapel.
- 1907 – Nya Zeeland får ställning som dominion inom brittiska samväldet.[3]
- 1956 – Filmkrönikan har premiär i tv, programledare då: Arne Weise.
- 1962 – En statskupp i Jemen blir inledningen på ett inbördeskrig som varar årtiondet ut.

## Födda
- 1748 – Karl XIII, kung av Sverige och av Norge
- 1759 – Ludwig Yorck von Wartenburg, preussisk militär
- 1770 – Walter Bowne, amerikansk politiker
- 1781 – Carl Fredrik af Wingård, svensk ärkebiskop. Ledamot av Svenska Akademien
- 1784 – Kristofer Hansteen, norsk astronom och fysiker
- 1786 – Horace Hayman Wilson, anglo-indisk ämbetsman, universitetslärare, sanskritlärd
- 1796 – Richard H. Bayard, amerikansk diplomat, jurist och politiker, senator för Delaware
- 1805 – Dimitrij Venevitinov, rysk poet
- 1826 – Olof Nordenfeldt, svensk kammarherre, disponent och politiker
- 1827 – Daniel W. Voorhees, amerikansk demokratisk politiker, senator för Indiana
- 1828 – Nils Fredrik Sander, skald, konstkännare, ämbetsman. Ledamot av Svenska Akademien
- 1850 – Wilhelm Alexander Bergstrand, svensk journalist
- 1867 – Friedel J. Pick, tjeckisk-österrikisk läkare
- 1870 – Kristian X, kung av Danmark och av Island
- 1878 – Kurt von Hammerstein-Equord, tysk general
- 1882 – Robert Johnson, svensk skådespelare
- 1884 – Hamilton C. Jones, amerikansk demokratisk politiker, kongressledamot
- 1886 – Archibald V. Hill, brittisk fysiolog, mottagare av Nobelpriset i fysiologi eller medicin 1922
- 1888 – T.S. Eliot, amerikansk-brittisk poet och författare, mottagare av Nobelpriset i litteratur 1948
- 1889 – Martin Heidegger, tysk filosof
- 1895
  - Oskar Dirlewanger, tysk SS-officer, SS-Oberführer
  - Jürgen Stroop, tysk SS-officer, SS-Gruppenführer
- 1896 – Aina Cederblom, svensk textilkonstnär och vagabond
- 1897
  - Paulus VI, påve
  - James Leonard Brierley Smith, sydafrikansk professor i iktyologi
- 1898 – George Gershwin, amerikansk kompositör och pianist
- 1900 – Helga Görlin, svensk hovsångare (sopran)
- 1901
  - Arthur Hilton, svensk operadirektör och skådespelare
  - Lilly Kjellström, svensk skådespelare
  - George Raft, amerikansk skådespelare
- 1902 – Dagmar Gille, svensk operettsångare
- 1903
  - Einar Kjellén, svensk arkeolog
  - Arne Furumark, svensk arkeolog
  - Ture Johannisson, lingvist, ledamot av Svenska Akademien
- 1907 – Anthony Blunt, brittisk konsthistoriker och spion
- 1919 – Matilde Camus, spansk författare
- 1927 – Patrick O'Neal, amerikansk skådespelare
- 1928 – Robert D. Ray, amerikansk republikansk politiker, guvernör i Iowa
- 1937 – Jerry Weintraub, amerikansk filmproducent och talangscout
- 1944
  - Jan Brewer, amerikansk republikansk politiker, guvernör i Arizona
  - Victoria Vetri, amerikansk fotomodell och skådespelare
- 1945 – Bryan Ferry, brittisk musiker, frontfigur i Roxy Music
- 1947 – Lynn Anderson, amerikansk countrysångare
- 1948 – Olivia Newton-John, amerikansk sångare och skådespelare
- 1949 – Liz Blackman, brittisk parlamentsledamot för Labour
- 1953 – Peter Halley, amerikansk konstnär
- 1955 – Carlene Carter, amerikansk countryartist
- 1957 – Klaus Augenthaler, tysk fotbollsspelare och tränare
- 1958 – Darby Crash, amerikansk punksångare
- 1960 – Eric M. Runesson, svensk jurist, justitieråd, ledamot av Svenska akademien
- 1961
  - Charlotte Fich, dansk skådespelare
  - Steve Kratz, svensk skådespelare
- 1962 – Jonas Bergqvist, ishockeyspelare, VM-guld 1987, 1991, 1998, OS-guld 1994, kopia av Svenska Dagbladets guldmedalj 1987
- 1963 – Lysette Anthony, brittisk skådespelare
- 1967 – Shannon Hoon, amerikansk musiker
- 1968 – Jim Caviezel, amerikansk skådespelare
- 1969 – Peter Asplund, svensk jazzmusiker
- 1973 – Maria Bonnevie, svensk-norsk skådespelare
- 1974 – Fredrik Jacobson, svensk professionell golfspelare
- 1975 – Emma Härdelin, svensk folkmusiker, spelar fiol och sjunger i Garmarna
- 1976 – Michael Ballack, tysk fotbollsspelare
- 1979
  - Nikita Cuffe, australisk vattenpolospelare
  - Jenny Ulving, svensk skådespelare
- 1980
  - Patrick Friesacher, österrikisk racerförare
  - Brooks Orpik, amerikansk ishockeyspelare
  - Daniel Sedin, svensk ishockeyspelare
  - Henrik Sedin, svensk ishockeyspelare
- 1981 – Serena Williams, amerikansk tennisspelare
- 1983 – Ebba Hultkvist Stragne, svensk skådespelare
- 1986 – Sean Williams, zimbabwisk cricketspelare
- 1988 – Kiira Korpi, finländsk konståkare

## Avlidna
- 1290 – Margareta, regerande drottning av Skottland
- 1620 – Taichang-kejsaren, kinesisk kejsare under Mingdynastin
- 1677 – Magnus Durell, svensk vice hovrättspresident, minister i Danmark, landshövding i Kristianstads län och Blekinge
- 1699 – Simon Arnauld de Pomponne, fransk statsman
- 1732 – Johan Paulinus Lillienstedt, greve, riksråd, landshövding i Östergötlands län
- 1802 – Jakob Gadolin, biskop, vetenskapsman och statsman
- 1820 – Daniel Boone, amerikansk legendarisk pionjär och nybyggare
- 1842 – Richard Colley Wellesley, brittisk politiker
- 1866 – Carl Jonas Love Almqvist, svensk författare
- 1900 – George Franklin Drew, amerikansk demokratisk politiker, guvernör i Florida
- 1914 – August Macke, tysk konstnär
- 1915 – Keir Hardie, brittisk politiker, den första partiledaren för Labour
- 1922 – Thomas E. Watson, amerikansk politiker, publicist och författare
- 1925 – Ola Hansson, svensk poet och författare
- 1937 – Bessie Smith, amerikansk bluessångare
- 1945
  - Béla Bartók, ungersk tonsättare
  - Richard Beer-Hofmann, österrikisk författare
- 1952 – George Santayana, spansk filosof och författare
- 1959 – Solomon Bandaranaike, Sri Lankas premiärminister
- 1963 – John Lee Smith, amerikansk demokratisk politiker
- 1973 – Anna Magnani, italiensk skådespelare
- 1976 – Lavoslav Ružička, 89, kroatisk kemist, mottagare av Nobelpriset i kemi 1939
- 1978 – Manne Siegbahn, 91, svensk fysiker, mottagare av Nobelpriset i fysik 1924
- 1988 – Bruce Haack, 57, kanadensisk musiker, föregångare inom elektronisk musik
- 1990 – Alberto Moravia, 82, italiensk författare
- 1996 – Geoffrey Wilkinson, 75, brittisk kemist, mottagare av Nobelpriset i kemi 1973
- 2001 – Mårten Larsson, 81, svensk skådespelare
- 2003 – Robert Palmer, 54, brittisk musiker
- 2004 – Natik Hashim, 44, irakisk fotbollsspelare och -tränare
- 2008
  - Raymond Macherot, 84, belgisk serietecknare, Clifton
  - Paul Newman, 83, amerikansk skådespelare och regissör
  - Sune Elffors, 87, svensk skådespelare och officer
- 2012
  - Sylvia Fedoruk, 85, kanadensisk fysiker och politiker
  - Johnny Lewis, 28, amerikansk skådespelare
- 2019
  - Jacques Chirac, 86, fransk politiker, president
  - William Joseph Levada, 83, amerikansk kardinal
- 2021 – Kjersti Holmen, 65, norsk skådespelare
- 2022 – Mark Souder, 72, amerikansk republikansk politiker

### Fotnoter
1. ↑  ”Universitetets namnsdagsalmanacka - Universitetets almanacksbyrå”. almanakka.helsinki.fi. Helsingfors universitet. https://almanakka.helsinki.fi/sv/kalender-2025/. Läst 22 februari 2025.
2. ↑  ”Namnsdagsrevideringar - Universitetets almanacksbyrå”. almanakka.helsinki.fi. Helsingfors universitet. https://almanakka.helsinki.fi/sv/namnsdagar/namnsdagsrevideringar.html. Läst 3 oktober 2020.
3. ↑  ”New Zealand” (på engelska). World Statesmen. http://www.worldstatesmen.org/New_Zealand.htm. Läst 7 november 2012.